# 麦收
《麥收》（英語：Wheat Harvest）是由導演徐童獨立製作的紀錄片，關於社會遊民的一部紀錄片。故事的主角是一名性工作者，故事發生在她的老家和工作的地方，從時年6月開始，她因父親患病回家探望，圍繞麥收的前後，記錄一個人的兩種處境，兩種生活。

## 導演簡介
徐童，1965年出生於北京，1987年畢業於中國傳媒大學新聞攝影專業，代表作《麥收》（英語：Wheat Harvest）、《算命》（英語：Fortune Teller）、《老唐》（英語：Shattered），合稱“遊民三部曲”，著有小說《珍寶島》。《麥收》為徐童所拍攝的第一部紀錄片。

## 拍攝原因
“不是我一定要去拍什麼東西，鏡頭閃回，往前倒，2008年我寫了一部小說《珍寶島》。小說寫了很多底層社會的遊民的生活，我個人的一部分生活也在裡面，所以我把這兩部分東西結合在一起，還有很多別人的故事，就形成了《珍寶島》這個故事的一個雛形。當時寫完之後，那個時候其實就認識了一些底層人士了，就包括做性工作的等等，結識了一批這樣的人，當時就覺得寫完之後，覺得通過文字好像還不夠強烈地把那種東西表現出來，因為文字畢竟還需要序言符號的敘述，人們還不能夠那麼直接地感受到一種人的生活，或者一種氣息，那麼這時候就感受到影像的一種迫切，只有用影像拍攝下來那種現場的聲音、畫面，所有的東西好像就能夠帶你身臨其境了，所以就寫完《珍寶島》之後就開始拍了第一部片子《麥收》。”
「從《麥收》開始，到《算命》到《老唐頭》他們的一些主要人物，基本上都是來源於我們所說的社會底層，我們經常談底層，但是呢，我一直覺得范範地說底層恐怕不是那麼準確，過於寬泛，或者說這是一個比較傳統的說法，或者很容易誤導人們認為以往影片中出現的那些底層的人物，但實際上我所關注的這些任務呢，又有點不一樣，他們恰恰是底層當中，我們說游走於江湖的，甚至於說，他們可能身無長物，背井離鄉，然後工作，同時呢他們還有很多人是走在灰色地帶，比如說他們是幹偏門的，像麥收裡的人物，包括算命裡的人物的主角曆百程，他們實際上也是在走偏門，掃黃的連算命先生也一塊掃，所以我覺得叫“遊民”會更準確，那麼這個我要感謝我受益的一本書，叫做《遊民文化與中國社會》，我覺得他描述的這種遊民的意識還有遊民在江湖上行走所表現出來的很多性格各方面的一些特徵，我覺得他概括的非常的準確，而且他還講了遊民的歷史是從宋朝開始中國就出現了遊民，我覺得他真的給我打開了一扇窗，讓我能感覺到中國社會實際上有這麼一個隱性的社會，在主流社會視野之外的一個隱性的社會存在，而且這些人是我們金字塔的底座，人數之大，他們生命的樣式之慘烈，非常的讓我覺得很有同感，可能跟我個人的經歷也有點像，可以說從畢業以後基本上也處在一個遊民狀態，也是居無定所沒有收入的狀況，所以說從這三部紀錄片，從第一步開始到後來，這種東西實際上一直就是我特別強調和關注的東西，所以最後三個片子完成索性就叫‘遊民三部曲’。」 

## 社會評價
影片的內容寫實得有些粗暴——性工作者評價嫖客和描述性過程的對話並不被鏡頭所避諱，徐童因而得到了同行“生猛”、“鮮活”的點評，並一路獲得多個國際電影節的肯定。《麥收》在播放之初就受到了反對者的抗議，認為徐童的這部紀錄片是沒有通過被拍攝者的同意就私自進行播放了。在業界，許多學者對於徐童的紀錄片給予高度評價，當然也有反面意見。這個情況引發了學術界有關於紀錄片本體以及紀錄片原罪問題的討論。在被拍攝者的要求下，徐童暫停了《麥收》在國內的一切播放。

## 獲獎記錄
| 年份 | 主辦單位                                      | 獎項                             |
| ---- | --------------------------------------------- | -------------------------------- |
| 2010 | 第5屆REEL CHINA當代中國紀錄片雙年展——美國紐約 |                                  |
| 2010 | 第3屆中國獨立電影節——法國巴黎                 |                                  |
| 2010 | 競技場——北京後繁榮藝術展——澳大利亞悉尼        |                                  |
| 2010 | 瑞士日內瓦黑色電影節                          |                                  |
| 2010 | 第39屆鹿特丹電影節                            | 光明未來單元                     |
| 2010 | 阿根廷布宜諾賽勒斯國際獨立電影節              |                                  |
| 2009 | 首爾數字電影節                                | 紅變色龍獎(一等獎)               |
| 2009 | 臺北電影節                                    | 華人影像精選單元                 |
| 2009 | 香港華語紀錄片節                              | 長片組季軍                       |
| 2009 | 雲之南紀錄影像展                              | 幻面獎(創新獎)、觀眾最喜愛影片獎 |
| 2009 | 被栗憲庭電影基金會收藏                        |                                  |
| 2009 | 第3屆北京獨立電影論壇                         |                                  |